# Joel Shatzky
Joel Shatzky (geb. 30. November 1943 in Vancouver/Washington; gest. 3. April 2020) war ein US-amerikanischer Schriftsteller und Literaturprofessor.

## Biografie
Shatzky, der in der Bronx aufwuchs, besuchte die Music and Art High School und das Queens College. Er studierte an der City University of New York (CUNY), erlangte 1965 den Mastergrad an der University of Chicago und 1970 den Doktorgrad für dramatische Literatur an der New York University. Von 1968 bis zu seiner Emeritierung 2005 unterrichtete er an der State University of New York.
Sein Stück It’s a Clean, Well-lighted Place erschien 1976 am Theater des Londoner Institute of Contemporary Arts. Das Schauspiel The Day They Traded Seaver wurde 1979 von den Soho Artists unter Leitung von Dino Narrizano aufgeführt. Mehrere Einakter wurden dann am Thirteenth Street Rep und am One Dream Theatre gespielt. Weitere Stücke wurden u. a. in Philadelphia, San Francisco und am Improv Theatre in Los Angeles produziert.
Mit seiner Frau Dorothy schrieb Shatzky das Buch Facing Multiple Sclerosis: Our Longest Journey (1999). 2002 erschien sein Roman Iago’s Tale. In Zusammenarbeit mit Michael Taub entstanden die Standardwerke Contemporary Jewish-American Novelists (1997) und Contemporary Jewish-American Dramatists and Poets (1999). Ersteres wurde von der Zeitschrift Choice als Outstanding Book of 1997 ausgezeichnet. Seine Beschäftigung mit der Geschichte des Holocaust führte zur Herausgabe der Erinnerungen der Holocaust-Überlebenden Susan Cernyak-Spatz (Protective Custody Prisoner 34042) und Norbert Troller (Theresienstadt: Hitler’s “Gift” to the Jews).

## Werke
- Hrsg.: Norbert Troller Theresienstadt: Hitler’s “Gift” to the Jews 1991 Neuauflage 2004
- mit Michael Taub: Contemporary Jewish-American Novelists 1997
- mit Michael Taub: Contemporary Jewish-American Dramatists and Poets 1999
- mit Dorothy Shatzky: Facing Multiple Sclerosis: Our Longest Journey, 1999
- mit Ellen Hill: The Thinking Crisis: The Disconnection of Teaching and Learning in Today’s Schools 2001
- Iago’s Tale: A Novel 2002
- Well of Evil (Young Adult Novel) 2004
- Common Sense: What America Must Do to Save Democracy (mit einem Vorwort von Stephen Bronner), 2004
- Hrsg.: Susan Cernyak-Spatz Protective Custody Prisoner 34042 2005
- mit Joanne Napoli: Eternal Duet: The Story of Robert and Clara Schumann, 2005
- Option Three: A Novel about the University, 2005
- Intelligent Design: A Fable Science-Fiction-Roman 2007

## Weblink
- Joel Shatzkys Homepage

## Quelle
- The Huffington Post – Joel Shatzky